# Amegilla canifrons
Amegilla canifrons es una especie de abeja excavadora perteneciente al género Amegilla, categorizada en la tribu Anthophorini, de la subfamilia Apinae. Fue descrita científicamente por el entomólogo inglés Frederick Smith en 1854.
Mide 13-14 mm de longitud. Cuenta con un cuerpo de gran volumen de color marrón con algunas partes blancas, abdomen negro con bandas y gran pelaje.

## Distribución
Se distribuye por África, en España (archipiélago Canarias) y en la India, en la llanura indogangética.